# Ao Vivo no Maracanãzinho
Ao Vivo no Maracanãzinho é um álbum de vídeo da banda brasileira de música cristã Trazendo a Arca, lançado em dezembro de 2008 no Brasil de forma independente sob direção de Hugo Pessoa e produção musical do tecladista Ronald Fonseca. É o terceiro trabalho do gênero do grupo, se considerados os álbuns lançados pelos integrantes no Toque no Altar.
Gravado no ginásio Maracanãzinho, localizado na cidade do Rio de Janeiro, em 24 de maio de 2008, o show reúne músicas dos álbuns Olha pra Mim (2006) e Marca da Promessa (2007), em uma apresentação de 3 horas. A gravação se deu por entrada franca e reuniu mais de 18 mil pessoas dentro do estádio, além de 5 mil do lado de fora. O repertório incluiu músicas notáveis na carreira do grupo, como "Tua Graça me Basta", "O Chão Vai Tremer", "Olha pra Mim", "Sobre as Águas" e "Marca da Promessa", interpretadas pelos vocalistas Luiz Arcanjo, Davi Sacer e Verônica Sacer.
Ao Vivo no Maracanãzinho foi um sucesso de público e crítica. Considerado um dos registros mais importantes do Trazendo a Arca, o álbum chegou a ser classificado como um dos registros em vídeo mais relevantes da música evangélica brasileira, e foi premiado em 2009 na categoria Melhor DVD no Troféu Talento. Em 2016, foi eleito o 2º melhor DVD da década de 2000, em lista promovida pelo portal Super Gospel.

## Antecedentes
O Trazendo a Arca vinha de um sucesso significativo em 2007. Embora a formação da banda, oriunda do grupo Toque no Altar, tivesse causado significativos conflitos judicais, incluindo uma tentativa de proibir que os integrantes do Trazendo a Arca tocassem suas próprias composições, o conjunto saiu por cima com o sucesso do álbum Marca da Promessa. No meio dos conflitos, ainda foi lançado Ao Vivo no Japão, composto apenas por músicas lançadas no período Toque no Altar. Em seguida, a banda passou a se organizar para a gravação de um DVD.
O último álbum do Toque no Altar registrado em DVD foi Deus de Promessas ao Vivo (2006), tendo como base o repertório de Deus de Promessas (2005). O show foi gravado um mês antes do início da cisão do Toque no Altar. Meses antes, ainda em 2006, a banda tinha lançado o álbum Olha pra Mim, que tinha sido um sucesso comercial, mas sem qualquer registro audiovisual. Os novos integrantes do Toque no Altar gravaram, antes do Trazendo a Arca, algumas dessas canções no DVD ao vivo É Impossível, mas Deus Pode, além de clipes das músicas "Olha pra Mim" e "Lembra Senhor" protagonizados pelos então vocalistas Rafael Bitencourt e Weferson Gaspar. Mas os membros do Trazendo a Arca, como autores e intérpretes originais das faixas, queriam unir o repertório de Olha pra Mim com Marca da Promessa, da mesma forma que fizeram no DVD Toque no Altar e Restituição (2006).
Apesar de Deus de Promessas ao Vivo ter sido gravado no Rio de Janeiro, na casa da shows Claro Hall, a banda resolveu gravar Ao Vivo no Maracanãzinho também na capital carioca, por considerarem a "casa" do grupo.

## Gravação
Para a gravação do álbum, a banda chamou Hugo Pessoa, que já tinha trabalhado com os músicos no DVD Toque no Altar e Restituição. O grupo escolheu o ginásio Maracanãzinho, com capacidade para mais de 20 mil pessoas, com a proposta de ser uma gravação moderna e acessível. Ocorreram empecilhos na concepção do projeto, já que o Maracanãzinho não era um espaço típico para gravações de shows. Hugo Pessoa optou pela construção de um enorme palco e passarelas que fizessem os vocalistas se moverem, o que tornaria possível aproximar os músicos ao público. Por isso, uma passarela principal, em frente ao palco, foi construída, e outra na lateral, que seria utilizada em um momento específico da apresentação. O palco contaria com uma quantidade significativa de painéis em LED, tecnologia que estava começando a ganhar força em shows musicais no Brasil. Por isso, a apresentação foi considerada a maior produção do segmento evangélico já realizada no Brasil até aquele momento.
O projeto contou com entrada franca. Os ingressos esgotaram em cinco dias e o show reuniu 18 mil pessoas dentro do ginásio. No entanto, por problemas com a administração do local, que restringiu a entrada de parte do público, mais de 5 mil pessoas com ingresso ficaram do lado de fora. Em desculpas, a banda prometeu presentear aos ingressantes com uma edição do DVD. A entrada para participar do evento foi de um quilo de alimento não perecível; os mais de dez mil quilos arrecadados foram enviados para municípios carentes da região do Vale do Jequitinhonha, no norte de Minas Gerais e para o Morro do Borel, no Rio de Janeiro. Além disso, o show foi transmitido online pelo site da banda que, na ocasião, congestionou.
O repertório incluiu quase todas as canções de Marca da Promessa e a maior parte do repertório de Olha pra Mim, exceto as canções "Em Toda Terra", "Correndo pros Teus Braços" e "Ser Fiel". Em 2020, Luiz Arcanjo chegou a justificar que a banda não chegou a gravar "Correndo pros Teus Braços" pelo fato da canção ter, como eu lírico, um sujeito que tinha abandonado práticas cristãs e estava retornando, o que não se encaixaria com o restante do repertório. A maioria das canções mantiveram seus intérpretes originais, exceto "Senhor e Rei", que foi interpretada por Arcanjo ao invés de Davi Sacer. Além disso, a banda ainda fez um cover da canção "Maior Prazer", original da banda Casa de Davi, em uma junção com "Tua Graça me Basta", além de incluir uma palavra do pastor Neil Barreto, da Igreja Batista Betânia, da qual alguns integrantes do grupo, especialmente Luiz Arcanjo, eram membros no período. A banda também contou com um quarteto de metais formado por Angelo Torres (sax alto), Marcos Bonfim (sax tenor), Márcio André (trompete) e Robson Olicar (trombone).
Além do show propriamente dito, o DVD incluiu outros materiais. A abertura do DVD foi gravada dentro de uma favela carioca, com jovens negros se preparando para ir ao show, seguindo o conceito de entrada franca do álbum e com cenas dos contrastes socioeconômicos da cidade. Nos vídeos "Depoimentos" e "Making Off", nos extras do DVD, foi justificado que a ideia era que o show fosse acessível a todas as camadas da população. Os materiais extras ainda incluíram um clipe da canção "Muda-me", única canção de Marca da Promessa não tocada no show e um vídeo chamado "Viajando com Trazendo a Arca", mostrando a rotina do grupo entre aeroportos e hotéis.
Anos depois, Ronald Fonseca afirmou que Ao Vivo no Maracanãzinho foi um projeto difícil para o músico. No início de 2008, o tecladista sofreu uma crise intensa de depressão, que se tornaria recorrente em sua vida nos anos seguintes. Ele afirma que ficou isolado por dois meses em casa com crises de pânico. E, para fazer o álbum, Ronald se submeteu a medicações em março daquele ano. Isso o permitiu completar a pré-produção do DVD e participar da gravação. Na ocasião, ele disse: "Como eu gravei o DVD? Também não sei".

## Projeto gráfico
O projeto gráfico de Ao Vivo no Maracanãzinho foi desenvolvido por David Cerqueira, que assinou quase todos os trabalhos anteriores da banda. O encarte foi desenvolvido em um digipack com acabamento laminado fosco. A capa principal incluiu um corte no nome e logotipo da banda, que se encontra com uma capa interior, com uma fotografia do ginásio durante o show. O encarte do DVD não traz letras das músicas, com todos os créditos sendo apresentados na contra-capa. O encarte apresenta créditos apenas dos músicos e técnicos de áudio participantes do projeto, sem apresentar detalhes da equipe de vídeo e fotografia.

## Lançamento e recepção
| Críticas profissionais | Críticas profissionais |
| Avaliações da crítica  | Avaliações da crítica  |
| Fonte                  | Avaliação              |
| ---------------------- | ---------------------- |
| Super Gospel           | (favorável)            |
| O Propagador           | [ 23 ]                 |

Ao Vivo no Maracanãzinho foi lançado de forma independente pela banda em dezembro de 2008, pelo selo Marcas da Promessa, em uma tiragem de 50 mil cópias. O projeto não chegou a ser relançado por nenhum selo ou gravadora após a sua distribuição original e, atualmente, é um registro de difícil acesso.[carece de fontes?] Em 2018, 10 anos após o lançamento, a banda disponibilizou o show completo em seu canal no YouTube. Em 2009, a banda lançou dois álbuns com o áudio da gravação em formato CD, os títulos Ao Vivo no Maracanãzinho - Volume 1 e Ao Vivo no Maracanãzinho - Volume 2, que chegaram a ser distribuídos, também, pela gravadora Graça Music em formato físico e pelo selo Digital Music nas plataformas digitais. Na distribuição da Graça Music, o volume 1 do álbum também acompanhou um DVD bônus com o material em vídeo.
O projeto recebeu aclamação dos veículos de crítica musical. Em texto escrito por Roberto Azevedo para o Super Gospel em janeiro de 2009, a banda foi classificada pela "qualidade musical, e principalmente ao vivo". O cenário da gravação foi lido como "uma imensa estrutura de palco e iluminação". Em 2015, o guia discográfico do O Propagador deu uma cotação de 4 estrelas e meia de 5, com a justificativa que o repertório foi baseado nos dois melhores álbuns da banda e no "auge de sua performance ao vivo". Ainda, o texto afirma que "Com a direção eficiente de Hugo Pessoa, Davi Sacer e Luiz Arcanjo soam confortáveis no grande Maracanãzinho, enquanto André Mattos e Ronald Fonseca mostram o porquê são considerados tão proficientes".
Em 15 de maio de 2009, comemorando um ano da gravação de Ao Vivo no Maracanãzinho, o Trazendo a Arca fez um show na casa de shows Canecão, no Rio de Janeiro. A apresentação reuniu o repertório do DVD para um público de quase 2 mil pessoas.

## Legado
Ao Vivo no Maracanãzinho, ao longo dos anos, se tornou um dos registros mais importantes da carreira do Trazendo a Arca. Em maio de 2018, exatos dez anos após a gravação, o álbum foi classificado, em texto retrospectivo para o Super Gospel, como "um divisor de águas do cenário evangélico", pelo trabalho técnico considerado superior ao que se fazia em discos religiosos da época. Alguns elementos inaugurados por Hugo Pessoa no DVD também se fizeram presentes em trabalhos futuros do diretor, como D.D.G. Experience de Oficina G3 (2010), Princípio de Leonardo Gonçalves (2014) e Ao Vivo em São Paulo de Heloisa Rosa (2014), como a apresentação de histórias e imagens da cidade de gravação.
Com o sucesso do DVD, o Trazendo a Arca trabalhou com Hugo Pessoa em outras ocasiões. Uma delas foi em um documentário gravado em 2013 em vários países, que nunca chegou a ser lançado, e em 2015, na gravação do álbum ao vivo Habito no Abrigo, cujos vídeos foram liberados na VEVO. Em carreira solo, o cantor e compositor Davi Sacer também trabalhou com Hugo Pessoa, que dirigiu os DVDs No Caminho do Milagre (2011) e Meu Abrigo (2015).
Em 2016, Ao Vivo no Maracanãzinho foi eleito o 2º melhor DVD da década de 2000 pelo portal Super Gospel, com a justificativa de que "é o melhor blockbuster da década", ficando apenas atrás do DVD Ainda Existe Uma Cruz (2005), da banda Diante do Trono.

## Prêmios e indicações
Em 2009, o Trazendo a Arca e Hugo Pessoa foram premiados com Ao Vivo no Maracanãzinho com o Troféu Talento de Melhor DVD, uma das poucas categorias de voto da crítica.

## Faixas
A seguir lista-se as faixas, compositores e durações de cada canção de Ao Vivo no Macaranãzinho, segundo o encarte do disco.
| N.º            | Título                                                              | Compositor(es)                            | Vocais                        | Duração |  |
| 1.             | "Abertura (Cântico de Davi)"                                        | Ronald Fonseca                            |                               | 2:19    |  |
| 2.             | "Cântico de Davi"                                                   | Luiz Arcanjo                              | Davi Sacer                    | 2:56    |  |
| 3.             | "Trazendo a Arca"                                                   | Fonseca Arcanjo Davi Sacer Deco Rodrigues | Davi Sacer                    | 3:58    |  |
| 4.             | "O Chão Vai Tremer"                                                 | Arcanjo Davi Sacer                        | Luiz Arcanjo                  | 5:08    |  |
| 5.             | "Celebre"                                                           | Sacer Rodrigues Fonseca                   | Davi Sacer                    | 4:59    |  |
| 6.             | "Na Corte do Egito"                                                 | Arcanjo Rodrigues                         | Luiz Arcanjo                  | 5:00    |  |
| 7.             | "Marca da Promessa (Bônus)"                                         | Sacer Arcanjo Fonseca Rodrigues           | Luiz Arcanjo                  | 6:48    |  |
| 8.             | "Dizem"                                                             | Fonseca Rodrigues Arcanjo                 | Luiz Arcanjo                  | 9:22    |  |
| 9.             | "Sobre as Águas"                                                    | Sacer Arcanjo Fonseca                     | Davi Sacer e Verônica Sacer   | 10:55   |  |
| 10.            | "Me Arrebataste"                                                    | Rodrigues Arcanjo Sacer                   | Davi Sacer e Verônica Sacer   | 6:55    |  |
| 11.            | "Olha pra Mim (Eu Te Quero Mais que Tudo / Porque Sem Ti Nada Sou)" | Arcanjo Davi Sacer                        | Luiz Arcanjo e Davi Sacer     | 14:27   |  |
| 12.            | "Senhor e Rei"                                                      | Fonseca Arcanjo Sacer Rodrigues           | Luiz Arcanjo                  | 12:23   |  |
| 13.            | "Tua Graça me Basta" / "Maior Prazer"                               | / Davi Silva                              | Davi Sacer e Verônica Sacer   | 15:06   |  |
| 14.            | "O que Dizer"                                                       | Arcanjo Davi Sacer                        | Davi Sacer                    | 6:36    |  |
| 15.            | "Desperta-me"                                                       | Sacer Arcanjo Rodrigues                   | Luiz Arcanjo e Verônica Sacer | 9:56    |  |
| 16.            | "Palavra do Pr. Neil Barreto (I. Batista Betânia)"                  | Neil Barreto                              |                               | 12:52   |  |
| 17.            | "Não Vou Desistir"                                                  | Arcanjo Davi Sacer                        | Davi Sacer                    | 10:13   |  |
| 18.            | "Lembra Senhor"                                                     | Rodrigues Arcanjo Sacer                   | Luiz Arcanjo e Verônica Sacer | 9:21    |  |
| 19.            | "Marca da Promessa"                                                 | Sacer Arcanjo Fonseca Rodrigues           | Davi Sacer e Verônica Sacer   | 9:55    |  |
| Duração total: | Duração total:                                                      | Duração total:                            | Duração total:                | 159:14  |  |

Extras
- Depoimentos
- Clipe "Muda-me"
- Viajando com Trazendo a Arca
- Making Of

| Ao Vivo no Maracanãzinho - Volume 1 (ed. 2009) |                     |                                                           |         |  |
| N.º                                            | Título              | Compositor(es)                                            | Duração |  |
| 1.                                             | "Abertura"          | Ronald Fonseca                                            | 01:51   |  |
| 2.                                             | "Cântico de Davi"   | Luiz Arcanjo                                              | 01:16   |  |
| 3.                                             | "Trazendo a Arca"   | Ronald Fonseca, Luiz Arcanjo, Davi Sacer e Deco Rodrigues | 04:03   |  |
| 4.                                             | "Marca da Promessa" | Davi Sacer, Luiz Arcanjo, Ronald Fonseca e Deco Rodrigues | 06:44   |  |
| 5.                                             | "Dizem"             | Ronald Fonseca, Deco Rodrigues e Luiz Arcanjo             | 09:25   |  |
| 6.                                             | "Sobre as Águas"    | Davi Sacer, Luiz Arcanjo e Ronald Fonseca                 | 11:02   |  |
| 7.                                             | "Me Arrebataste"    | Luiz Arcanjo e Davi Sacer                                 | 06:51   |  |
| 8.                                             | "Olha pra Mim"      | Luiz Arcanjo e Davi Sacer                                 | 14:30   |  |
| 9.                                             | "Senhor e Rei"      | Ronald Fonseca, Luiz Arcanjo, Davi Sacer e Deco Rodrigues | 11:44   |  |
| Duração total:                                 | Duração total:      | Duração total:                                            | 67:30   |  |

| Ao Vivo no Maracanãzinho - Volume 2 (ed. 2009) |                      |                                                           |         |  |
| N.º                                            | Título               | Compositor(es)                                            | Duração |  |
| 1.                                             | "O Chão Vai Tremer"  | Luiz Arcanjo e Davi Sacer                                 | 05:43   |  |
| 2.                                             | "Celebre"            | Davi Sacer, Luiz Arcanjo e Ronald Fonseca                 | 04:17   |  |
| 3.                                             | "Na Corte do Egito"  | Luiz Arcanjo e Deco Rodrigues                             | 05:09   |  |
| 4.                                             | "Não Vou Desistir"   | Luiz Arcanjo e Davi Sacer                                 | 10:23   |  |
| 5.                                             | "Lembra Senhor"      | Deco Rodrigues, Davi Sacer e Luiz Arcanjo                 | 09:01   |  |
| 6.                                             | "Tua Graça me Basta" | Davi Sacer e Luiz Arcanjo                                 | 07:50   |  |
| 7.                                             | "Maior Prazer"       | Davi Silva                                                | 04:02   |  |
| 8.                                             | "O que Dizer"        | Luiz Arcanjo e Davi Sacer                                 | 08:58   |  |
| 9.                                             | "Desperta-me"        | Luiz Arcanjo, Davi Sacer e Deco Rodrigues                 | 07:57   |  |
| 10.                                            | "Marca da Promessa"  | Davi Sacer, Luiz Arcanjo, Ronald Fonseca e Deco Rodrigues | 08:05   |  |
| Duração total:                                 | Duração total:       | Duração total:                                            | 70:40   |  |

## Ficha técnica
A seguir estão listados os músicos envolvidos na produção de Ao Vivo no Maracanãzinho:
Banda
- Davi Sacer – vocais
- Luiz Arcanjo – vocais, violão
- Verônica Sacer – vocal
- Ronald Fonseca – piano, teclado, arranjos e produção musical
- André Mattos - bateria
- Deco Rodrigues – baixo
- Isaac Ramos – violão, guitarra

Músicos convidados
- Neil Barreto – vocal em "Palavra do Pr. Neil Barreto (I. Batista Betânia)"
- Carlos Mendes – violino
- Talita Vilar – violino
- Desireé Mari – violino
- José Eduardo Fernandes – violino
- Giseli Sampaio – violino
- Elisa Paris – violino
- Cecília Mendes – viola
- Diana Lacerna – viola
- Gabriela Sepúlveda – viola
- Daniel Prazeres – violoncelo
- Angelo Torres – sax alto
- Márcio André – trompete
- Marcos Bonfim – sax tenor
- Robson Olicar – trombone
- Marta Souza – vocal de apoio
- Ton Carfi – vocal de apoio
- Bruno Menezes – vocal de apoio
- Karina Carfi – vocal de apoio
- Camila Alarcon – vocal de apoio
- Érika Hansen – vocal de apoio

Equipe técnica
- Leandro Aguiari – técnico de gravação
- Samuel Junior – técnico de estúdio
- Toney Fontes – mixagem e masterização